# I Like It (bài hát của Cardi B, Bad Bunny và J Balvin)
"I Like It" là một bài hát của rapper người Mỹ Cardi B với rapper người Puerto Rico Bad Bunny và nghệ sĩ thu âm người Colombia J Balvin nằm trong album phòng thu đầu tay của cô, Invasion of Privacy (2018). Nó được phát hành như là đĩa đơn thứ tư trích từ album vào ngày 25 tháng 5 năm 2018 bởi KSR Group và Atlantic Records. Bài hát được đồng viết lời bởi ba nghệ sĩ với Jordan Thorpe, Klenord Raphael, Edgar Machuca, Edgar Vargas, Luian Malave, Noah Assad, Xavier Vargas và những nhà sản xuất nó J. White Did It, Tainy, Craig Kallman và Invincible, trong đó sử dụng đoạn nhạc mẫu từ bài hát năm 1967 của Pete Rodriguez "I Like It Like That" được đồng viết lời bởi Tony Pabón, Manny Rodriguez và Benny Bonnilla. "I Like It" là một bản Latin trap kết hợp với những yếu tố từ nhạc salsa mang nội dung đề cập đến việc Cardi B nói về một số điều thực sự thú vị trong cuộc sống của cô, như tiền bạc, hợp đồng ghi âm và kim cương, cũng như thể hiện thái độ hân hoan và mãn nguyện trước những thành công mà cô đã phấn đấu trong những năm qua, trong đó Bad Bunny rap bằng tiếng Anh và tiếng Tây Ban Nha trong khi J Balvin hát bằng tiếng Tây Ban Nha cũng như lồng ghép một số tiếng lóng của người Puerto Rico.
Sau khi phát hành, "I Like It" nhận được những phản ứng tích cực từ các nhà phê bình âm nhạc, trong đó họ đánh giá cao giai điệu bắt tai và thích hợp với không khí mùa hè cũng như quá trình sản xuất nó, đồng thời gọi đây là một điểm nhấn nổi bật từ Invasion of Privacy. Ngoài ra, bài hát còn lọt vào danh sách những tác phẩm xuất sắc nhất năm 2018 bởi nhiều tổ chức và ấn phẩm âm nhạc, như Billboard, Rolling Stone, The New York Times, Los Angeles Times và Entertainment Weekly. "I Like It" đã gặt hái nhiều giải thưởng và đề cử tại những lễ trao giải lớn, bao gồm một đề cử giải Grammy cho Thu âm của năm tại lễ trao giải thường niên lần thứ 61 và chiến thắng một hạng mục trên tổng số năm đề cử tại giải thưởng âm nhạc Billboard năm 2019 cho Top Bài hát Rap. "I Like It" cũng tiếp nhận những thành công lớn về mặt thương mại với việc lọt vào top 10 ở nhiều quốc gia trên thế giới, bao gồm những thị trường lớn như Canada, Ireland, New Zealand, Bồ Đào Nha, Tây Ban Nha, Thụy Sĩ và Vương quốc Anh. Tại Hoa Kỳ, bài hát đạt vị trí số một trên bảng xếp hạng Billboard Hot 100, trở thành đĩa đơn quán quân thứ hai của Cardi B và đầu tiên của Bad Bunny và J Balvin, đồng thời giúp cô trở thành rapper nữ đầu tiên trong lịch sử có hai đĩa đơn đầu bảng tại đây.
Video ca nhạc cho "I Like It" được đạo diễn bởi Eif Rivera và ghi hình ở Little Havana, Miami, trong đó bao gồm những cảnh Cardi B rap khi đi dạo trong khu phố, Bad Bunny rap trên đường phố với mọi người đang sinh hoạt xung quanh và J Balvin hát trong một câu lạc bộ, xen kẽ với hình ảnh ba nghệ sĩ thể hiện bài hát cùng nhau trong một căn phòng, đã thu hút nhiều sự so sánh với bộ phim năm 1994 I Like It Like That. Nó đã nhận được một đề cử tại giải thưởng âm nhạc iHeartRadio năm 2019 ở hạng mục Video ca nhạc xuất sắc nhất. Để quảng bá cho "I Like It", nữ ca sĩ đã trình diễn bài hát trên một số chương trình truyền hình và lễ trao giải lớn (thỉnh thoảng có sự tham gia góp giọng của Bad Bunny và J Balvin), bao gồm Lễ hội Âm nhạc và Nghệ thuật Thung lũng Coachella năm 2018, giải thưởng Âm nhạc Mỹ năm 2018 và Lễ hội Công dân Toàn cầu năm 2018, cũng như trong nhiều chuyến lưu diễn của cô. Kể từ khi phát hành, bài hát đã được hát lại và sử dụng làm nhạc mẫu bởi nhiều nghệ sĩ, như Kelly Clarkson, James Corden và Shawn Mendes. Tính đến nay, nó đã bán được hơn 10 triệu bản trên toàn cầu, trở thành một trong những đĩa đơn bán chạy nhất mọi thời đại.

## Danh sách bài hát
- Tải kĩ thuật số – Dillon Francis phối lại[1]

1. "I Like It" (Dillon Francis phối lại) – 3:39

- Tải kĩ thuật số – German phối lại[2]

1. "I Like It" (hợp tác với Kontra K và AK Ausserkontrolle) – 4:14

- Đĩa 12"[3]

1. "I Like It" – 4:13
2. "I Like It" (không lời) – 4:13
3. "I Like It" (Dillon Francis phối lại) – 3:39
4. "I Like It" (radio chỉnh sửa) – 4:11

## Thành phần thực hiện
Thành phần thực hiện được trích từ ghi chú của Invasion of Privacy, Atlantic Records.
- Cardi B – giọng hát
- Bad Bunny – giọng hát
- J Balvin – giọng hát
- J. White Did It – sản xuất
- Tainy – sản xuất
- Craig Kallman – sản xuất
- Evan LaRay – kỹ sư thu âm
- Invincible – đồng sản xuất
- Nick Seeley – hỗ trợ sản xuất
- Colin Leonard – kỹ sư master
- Juan Chaves – kèn trumpet
- Michael Romero – giọng nền
- Sarah Sellers – giọng nền
- Nick Seeley – giọng nền
- Andrew Tinker – giọng nền
- Holly Seeley – giọng nền
- Leslie Brathwaite – phối khí

## Xếp hạng
| Bảng xếp hạng (2018-19)                   | Vị trí cao nhất |
| ----------------------------------------- | --------------- |
| Argentina (Argentina Hot 100)             | 41              |
| Argentina Anglo (Monitor Latino)          | 7               |
| Úc (ARIA)                                 | 14              |
| Áo (Ö3 Austria Top 40)                    | 14              |
| Bỉ (Ultratop 50 Flanders)                 | 19              |
| Bỉ (Ultratop 50 Wallonia)                 | 21              |
| Canada (Canadian Hot 100)                 | 2               |
| Colombia (National-Report)                | 19              |
| Cộng hòa Séc (Singles Digitál Top 100)    | 11              |
| Đan Mạch (Tracklisten)                    | 16              |
| Pháp (SNEP)                               | 19              |
| Đức (GfK)                                 | 14              |
| Hungary (Single Top 40)                   | 12              |
| Hungary (Stream Top 40)                   | 10              |
| Hungary (Dance Top 40)                    | 9               |
| Ireland (IRMA)                            | 10              |
| Israel (Media Forest)                     | 1               |
| Ý (FIMI)                                  | 24              |
| Mexico Ingles Phát thanh (Billboard)      | 3               |
| Hà Lan (Dutch Top 40)                     | 20              |
| Hà Lan (Single Top 100)                   | 30              |
| New Zealand (Recorded Music NZ)           | 7               |
| Na Uy (VG-lista)                          | 20              |
| Ba Lan (Polish Airplay Top 100)           | 50              |
| Bồ Đào Nha (AFP)                          | 9               |
| Rumani (Airplay 100)                      | 15              |
| Scotland (OCC)                            | 13              |
| Slovakia (Rádio Top 100)                  | 99              |
| Slovakia (Singles Digitál Top 100)        | 7               |
| Tây Ban Nha (PROMUSICAE)                  | 10              |
| Thụy Điển (Sverigetopplistan)             | 24              |
| Thụy Sĩ (Schweizer Hitparade)             | 8               |
| Anh Quốc (OCC)                            | 8               |
| Hoa Kỳ Billboard Hot 100                  | 1               |
| Hoa Kỳ Adult Pop Airplay (Billboard)      | 34              |
| Hoa Kỳ Dance Club Songs (Billboard)       | 22              |
| Hoa Kỳ Dance/Mix Show Airplay (Billboard) | 1               |
| Hoa Kỳ Latin Pop Songs (Billboard)        | 10              |
| Hoa Kỳ Hot R&B/Hip-Hop Songs (Billboard)  | 1               |
| Hoa Kỳ Pop Airplay (Billboard)            | 3               |
| Hoa Kỳ Hot Rap Songs (Billboard)          | 1               |
| Hoa Kỳ Rhythmic (Billboard)               | 1               |

| Bảng xếp hạng (2018)                  | Vị trí |
| ------------------------------------- | ------ |
| Australia (ARIA)                      | 36     |
| Australia Urban (ARIA)                | 12     |
| Austria (Ö3 Austria Top 40)           | 24     |
| Belgium (Ultratop 50 Flanders)        | 51     |
| Belgium (Ultratop 50 Wallonia)        | 64     |
| Canada (Canadian Hot 100)             | 10     |
| Colombia (Monitor Latino)             | 62     |
| Costa Rica (Monitor Latino)           | 76     |
| Denmark (Tracklisten)                 | 53     |
| Dominican Republic (Monitor Latino)   | 36     |
| El Salvador (Monitor Latino)          | 43     |
| Estonia (IFPI)                        | 30     |
| Germany (Official German Charts)      | 40     |
| Honduras (Monitor Latino)             | 51     |
| Hungary (Single Top 40)               | 74     |
| Hungary (Stream Top 40)               | 29     |
| Hungary (Dance Top 40)                | 54     |
| Ireland (IRMA)                        | 31     |
| Israel (Galgalatz)                    | 15     |
| Italy (FIMI)                          | 59     |
| Netherlands (Dutch Top 40)            | 118    |
| Netherlands (Single Top 100)          | 74     |
| New Zealand (Recorded Music NZ)       | 23     |
| Panama (Monitor Latino)               | 90     |
| Paraguay (Monitor Latino)             | 36     |
| Peru (Monitor Latino)                 | 69     |
| Romania (Airplay 100)                 | 83     |
| Spain (PROMUSICAE)                    | 18     |
| Sweden (Sverigetopplistan)            | 73     |
| Switzerland (Schweizer Hitparade)     | 21     |
| UK Singles (Official Charts Company)  | 23     |
| US Billboard Hot 100                  | 7      |
| US Dance/Mix Show Airplay (Billboard) | 18     |
| US Hot R&B/Hip-Hop Songs (Billboard)  | 2      |
| US Latin Airplay (Billboard)          | 22     |
| US Latin Pop Songs (Billboard)        | 25     |
| US Pop Songs (Billboard)              | 21     |
| US Rap Songs (Billboard)              | 2      |
| US Rhythmic (Billboard)               | 2      |

## Chứng nhận
| Quốc gia | Chứng nhận  | Số đơn vị/doanh số chứng nhận |
| --- | ----------- | ----------------------------- |
| Argentina (CAPIF) | Vàng        | 10,000‡                       |
| Úc (ARIA) | 3× Bạch kim | 210.000‡                      |
| Áo (IFPI Áo) | Vàng        | 15.000‡                       |
| Bỉ (BEA) | Vàng        | 20.000‡                       |
| Canada (Music Canada) | 6× Bạch kim | 0‡                            |
| Đan Mạch (IFPI Đan Mạch) | Vàng        | 45.000‡                       |
| Pháp (SNEP) | Bạch kim    | 200.000‡                      |
| Đức (BVMI) | Vàng        | 150.000‡                      |
| Ý (FIMI) | Bạch kim    | 50.000‡                       |
| New Zealand (RMNZ) | Bạch kim    | 30.000‡                       |
| Na Uy (IFPI) | Bạch kim    | 60.000‡                       |
| Ba Lan (ZPAV) | Bạch kim    | 20.000‡                       |
| Tây Ban Nha (PROMUSICAE) | 2× Bạch kim | 80.000‡                       |
| Thụy Sĩ (IFPI) | 2× Bạch kim | 40.000‡                       |
| Anh Quốc (BPI) | Bạch kim    | 600.000‡                      |
| Hoa Kỳ (RIAA) | 7× Bạch kim | 7.000.000‡                    |
| * Chứng nhận dựa theo doanh số tiêu thụ. ^ Chứng nhận dựa theo doanh số nhập hàng. ‡ Chứng nhận dựa theo doanh số tiêu thụ và phát trực tuyến. |             |                               |